# سیارک ۶۰۱۳
سیارک ۶۰۱۳ (به انگلیسی: 6013 Andanike، نامگذاری:1991OZ) شش هزار و سیزدهمین سیارک کشف شده‌است که در ۱۸ ژوئیه ۱۹۹۱ کشف شد.